# Denis Chipotko
Denis Ievguenievitch Chipotko (en russe : Денис Евгеньевич Шипотько) est un joueur russe de volley-ball né le 28 février 1985. Il mesure 2,00 m et joue réceptionneur-attaquant. Il est international russe.

## Clubs
| Club                    | De        | À         |
| ----------------------- | --------- | --------- |
| Gazprom-Iourga Sourgout | 2005-2006 | 2007-2008 |
| MGTU Moscou             | 2009-2010 | 2011-2012 |
| VK Grozny               | 2012-2013 | 2012-2013 |
| Gazprom-Iourga Sourgout | 2013-2014 | ...       |

## Palmarès
Néant.